# Tammi Musumeci
Tammi Musumeci (nascida em Nova Jersey no dia 8 de julho de 1994) é uma grappler de submissão americana e competidora de jiu-jitsu brasileiro faixa-preta. Multicampeã mundial nas faixas coloridas, Musumeci é campeã mundial na faixa-preta, cinco vezes campeã mundial sem quimono e bicampeã Pan-Americana.

## Biografia
Musumeci começou a treinar jiu-jitsu brasileiro aos seis anos de idade.Após uma carreira competitiva bem-sucedida nas faixas coloridas, tendo vencido o Campeonato Mundial de Jiu-Jitsu em todos os níveis de faixa e conquistado três títulos Pan-Americanos (dois na faixa-roxa e um na faixa-marrom), Musumeci foi promovida a faixa-preta em 2013 por Emyr "Shark" Bussade.
No seu primeiro ano como faixa-preta, aos 19 anos, Musumeci venceu o Campeonato Mundial No-Gi da IBJJF de 2013, conquistando o ouro novamente em 2015 e 2016. Musumeci também conquistou duas medalhas de ouro no Campeonato Pan-Americano da IBJJF em 2014 e 2017. Sua medalha de prata na edição de 2016 do torneio consolidou sua reputação como uma das competidoras mais determinadas e destemidas do esporte.
Após derrotar duas ex-campeãs mundiais para chegar à final do Pan-Americano de 2016, Musumeci perdeu para a lenda do jiu-jitsu Michelle Nicolini em uma luta memorável, na qual se recusou a desistir diante de uma chave de braço que acabou deslocando seu braço. Em 2019, Musumeci tornou-se campeã mundial pela primeira vez, após chegar à final em 2014 e conquistar duas medalhas anteriormente. No Campeonato Mundial de Jiu-Jitsu de 2021, Musumeci conquistou a prata após perder a final da pena-leve por decisão para Ana Rodrigues. No Campeonato Mundial de Jiu-Jitsu  de 2022, Musumeci conquistou a prata na divisão pena-leve.
Como parceiros de treino, Tammi e seu irmão Michael "Mikey" Musumeci conquistaram juntos 9 títulos mundiais da Federação Internacional de Jiu-Jitsu Brasileiro em competições com e sem quimono.
Fora do jiu-jitsu, Musumeci é advogada, tendo se formado na William S. Boyd School of Law [en] da Universidade de Nevada, Las Vegas em 2020.

### ONE Championship
Musumeci fez sua estreia promocional contra Bianca Basílio em 25 de março de 2023, no ONE Fight Night 8. Ela venceu a luta por decisão unânime.
Musumeci competiu contra Amanda 'Tubby' Alequin no ONE Fight Night 12 em 14 de julho de 2023. Ela venceu a luta por decisão unânime.

### Fora do ONE Championship
Ela competiu no Campeonato Mundial No-Gi da IBJJF de 2023, onde venceu a divisão pena-leve.
Musumeci conquistou a medalha de bronze na divisão até 55 kg das seletivas norte-americanas da costa oeste do ADCC 2024, em 31 de março de 2024.

## Resumo competitivo no jiu-jitsu brasileiro
Principais conquistas na faixa-preta:
- Campeã Mundial da IBJJF (2019)
- Campeã Pan-Americana da IBJJF (2014 / 2017)
- Campeã Mundial No-Gi da IBJJF (2013 / 2015 / 2016 / 2022[22])
- 2º lugar no Campeonato Mundial da IBJJF (2014 / 2021 / 2022)
- 2º lugar no Campeonato Mundial No-Gi da IBJJF (2018)
- 2º lugar no Campeonato Pan-Americano da IBJJF (2016)
- 3º lugar no Campeonato Mundial da IBJJF (2016 / 2017)

Principais conquistas nas faixas coloridas:
- Campeã Mundial de Jiu-Jitsu da IBJJF (2010 faixa-azul)
- Campeã Pan-Americana No-Gi da IBJJF (2010 faixa-azul)
- Campeã Pan-Americana de Jiu-Jitsu da IBJJF (2011 faixa-roxa)
- Campeã Pan-Americana No-Gi da IBJJF (2011 faixa-roxa)
- Campeã Mundial No-Gi da IBJJF (2011 faixa-roxa)
- Campeã Pan-Americana de Jiu-Jitsu da IBJJF (2012 faixa-roxa)
- Campeã Mundial de Jiu-Jitsu da IBJJF (2012 faixa-roxa)
- Campeã Pan-Americana de Jiu-Jitsu da IBJJF (2013 faixa-roxa)
- Campeã Mundial de Jiu-Jitsu da IBJJF (2013 faixa-roxa)

## Linhagem de instrutores
Mitsuyo Maeda → Carlos Gracie → Carlson Gracie →  Ricardo Libório → Emyr Bussade → Tammi Musumeci 